# اتفاقية تطبيق تدابير الصحة والصحة النباتية
اتفاقية تطبيق تدابير الصحة والصحة النباتية هي معاهدة دولية لمنظمة التجارة العالمية. تم التفاوض عليها أثناء جولة أوروغواي من الجات ودخلت حيز التنفيذ في بداية عام 1995.
بموجب الاتفاقية فإنه تحدد منظمة التجارة العالمية القيود على سياسات الدول الأعضاء "المتعلقة بالسلامة الغذائية (الملوثات البكتيرية والمبيدات الحشرية والتفتيش ووضع العلامات) وكذلك صحة الحيوانات والنباتات فيما يتعلق بالآفات والأمراض المستوردة. هناك 3 معايير تستند عليها منهجيات الاتفاقية وهي هيئة الدستور الغذائي والمنظمة العالمية لصحة الحيوان وسيكريتاريات الاتفاقية الدولية لوقاية النبات.
ترتبط الاتفاقية ارتباطا وثيقا باتفاقية الحواجز التقنية أمام التجارة التي تم التوقيع عليها في العام نفسه ولها أهداف مماثلة لها.

## الكائنات المعدلة وراثياً
في عام 2003 تحدت الولايات المتحدة الأمريكية عددا من القوانين في الاتحاد الأوروبي لتقييد استيراد الكائنات المعدلة وراثيا بحجة أنها «غير مبررة» وغير قانونية بموجب اتفاقية الصحة والصحة النباتية. في مايو 2006 أصدرت تسوية المنازعات التابعة لمنظمة التجارة العالمية حكما بأخذ المسألة مع بعض جوانب التنظيم في الاتحاد الأوروبي من الكائنات المعدلة وراثيا ولكن رفضت العديد من المطالبات التي قدمتها الولايات المتحدة الأمريكية.

## لحوم البقر المعالجة بالهرمونات
قضية أخرى بارزة للاتفاقية وهي حالة لحوم البقر المعالجة بالهرمونات. في عام 1996 تحدت الولايات المتحدة الأمريكية وكندا هيئة تسوية المنازعات في منظمة التجارة العالمية عدد من توجيهات الاتحاد الأوروبي بحظر استيراد وبيع اللحوم ومنتجات اللحوم التي تتعامل مع هرمونات نمو معينة. المشتكين زعموا أن توجيهات الاتحاد الأوروبي انتهكت من بين أمور أخرى وعدة أحكام للاتفاقية. اعتبر الاتحاد الأوروبي أن وجود هرمونات محظورة في الغذاء قد تشكل خطرا على صحة المستهلكين وأنه نتيجة لذلك لها ما يبررها توجيه عدة أحكام منظمة التجارة العالمية بإجازة اعتماد تدابير التجارة التقييدية التي تكون ضرورية لحماية صحة الإنسان. في عامي 1997 و1998 قامت منظمة التجارة العالمية بقبول مطالبات الولايات المتحدة الأمريكية وكندا ودعت الاتحاد الأوروبي إلى تقديم توجيهات متفقة مع قانون منظمة التجارة العالمية قبل نهاية مايو 1999. الاتحاد الأوروبي لم يمتثل وأذن لتسوية المنازعات في الولايات المتحدة الأمريكية وكندا لاتخاذ تدابير مضادة ضد الاتحاد الأوروبي. اتخذت التدابير المضادة شكل زيادة الرسوم الجمركية المطبقة من قبل الولايات المتحدة الأمريكية وكندا على بعض المنتجات في الاتحاد الأوروبي، بما في ذلك الجبن الروكفور سيئة السمعة. في عام 2004 في حين كان الحظر مفروض على اللحوم المعالجة بالهرمونات فإنها لا تزال في مكانها وبدأ الاتحاد الأوروبي اتخاذ إجراءات جديدة يسعى لرفع التدابير المضادة التي تطبقها الولايات المتحدة الأمريكية وكندا. يزعم الاتحاد الأوروبي أنه جمع البيانات العلمية الجديدة التي تثبت أن الهرمونات المحظورة قد تسبب ضررا للمستهلكين. وفقا للاتحاد الأوروبي فإن البيانات العلمية الجديدة تكشف سببا كافيا للحظر المفروض على الهرمونات والتي يصدق عليه التدابير المضادة التي فرضتها الولايات المتحدة الأمريكية وكندا. اعتبارا من يناير 2007 الإجراءات التي بدأها الاتحاد الأوروبي لا تزال معلقة.

## الانتقادات
سياسات الحجر الصحي تلعب دورا هاما في ضمان حماية حقوق الإنسان وصحة الحيوان والنبات. ومع ذلك بموجب الاتفاقية فإن حواجز الحجر الصحي يمكن أن تكون «الحواجز التجارية التقنية» المستخدمة لمنع دخول المنافسين الأجانب.
تعطي الاتفاقية منظمة التجارة العالمية القدرة على تجاوز الاستخدام في أي بلد من المبدأ الوقائي وهو المبدأ الذي يسمح لهم للعمل على جانب من الحذر إذا لم يكن هناك يقين علمي حول تهديدات محتملة على صحة الإنسان والبيئة. بموجب قواعد الصحة والصحة النباتية فإن عبء الإثبات يقع على الدول لإثبات علميا أن هناك شيئا خطيرا على الرغم من أن العلماء يتفقون على أنه من المستحيل التنبؤ بجميع أشكال الضرر الذي تشكله الحشرات أو النباتات من الآفات.